# ПДКр.з.
Предельно допустимые концентрации вредных веществ в воздухе рабочей зоны (ПДК р. з.) — утверждённый в законодательном порядке санитарно-гигиенический норматив. Под ПДК р. з. понимается предельно допустимая концентрация вредного химического вещества, загрязняющие атмосферный воздух, воздух так называемой «рабочей зоны» (см. ниже), которая не должна вызывать у населения, за время воздействия, и у работающих, за всё время рабочего стажа (при ежедневном вдыхании в течение 8 ч и не более 40 ч в неделю) каких-либо заболеваний или отклонений от нормального состояния здоровья, которое могло бы быть обнаружены современным методами исследования непосредственно во время работы или в отдалённые сроки.
ПДК р. з. обычно измеряется в мг/м3.

## Рабочая зона
Рабочая зона — пространство для работы высотой до 2 м над уровнем пола или площадки, на которой расположены рабочий персонал.

## Обоснование ПДК р. з.
Для обоснования ПДК р. з. необходимо знать:
1. Условия производства и применения вещества, а также его агрегатное состояние при поступлении в воздух;
2. Данные о химическом строении и физико-химических свойствах вещества: молекулярная масса, плотность, точки плавления и кипения, давление паров при температуре 25 °C, химическая стойкость (гидролиз, окисление, растворимость в воде), показатели поверхности натяжения и энергия разрыва связей;
3. Данные о ядовитости и характере действия химического соединения при однократном воздействии на организм.

Для большинства веществ ПДК р. р. является максимальной разовой его концентрацией в воздухе на территории предприятия. На промышленной площадке считается допустимым присутствием вредных веществ с максимальной концентрацией не более 30 % от их допустимой концентрации в рабочей зоне: ПДК р. пл. = 0,3 ПДК р. з.. Это позволяет использовать атмосферный воздух вне производственных помещений для вентиляции рабочих зон внутри них.

## Оценка риска и воздействие вредного вещества по его дозе
Для таких вредных веществ, как аэрозоли преимущественно фиброгенного действия (пыль, вызывающая силикоз и другие неизлечимые и необратимые пневмокониозы) опасность для здоровья зависит главным образом от дозы пыли, накопленной организмом. Соответственно, для работников, подвергающихся такому вредному воздействию, были разработаны показатели — по дозе вдыхавшейся пыли.
Так как соблюдение ПДК р. з. на практике происходит не всегда, часть работников рискует утратить здоровье, и риск зависит от степени превышения ПДК. Поэтому были разработаны показатели степени превышения, классы (подклассы) труда.

## Биологические ПДК
Измерение концентрации вредного вещества в воздухе позволяет определить степень опасности для жизни и здоровья, но не позволяет определить — сколько именно этого вещества попало в организм. А зная последнее, можно выявить случаи чрезмерного воздействия токсичных веществ на работников (например, из-за запоздалой замены противогазных фильтров СИЗ органов дыхания) на ранних стадиях.
Поэтому в развитых странах ведётся большая работа по созданию биологических ПДК р. з. Например, для свинца известно, при превышении какой его концентрации в крови (или при какой концентрации цинка-протопорфирина в крови) возникает опасность для здоровья, и эта величина включена в санитарные нормы, регламентирующие обязанности работодателя по защите работников при работе со свинцом.
В США разработаны БиоПДК (BEI) для примерно 80 вредных веществ.
Большой объём работы в этой области проведён в ФРГ и других странах, а разработанные биоПДК (биологические предельно допустимые концентрации) используются и в менее развитых странах